# Zelinja Gornja (Republika Serbska)
Zelinja Gornja (cyr. Зелиња Горња) – wieś w Bośni i Hercegowinie, w Republice Serbskiej, w mieście Doboj. W 2013 roku liczyła 274 mieszkańców.